# Харагути, Гэнки
Гэнки Харагути (яп. 原口 元気 Харагути Гэнки, 9 мая 1991) — японский футболист, вингер национальной сборной Японии.

## Клубная карьера
Харагути дебютировал как профессиональный футболист в матче японской J-лиги 25 марта 2008 года против «Нагоя Грампус». Свой первый гол Харагути забил 12 апреля 2009 года против той же «Нагои Грампус».
25 мая 2014 года было объявлено о подписании «Гертой» Харагути. Свой первый гол за «Герту», Харагути забил 16 августа 2014 года в первом раунде кубка Германии против «Виктории» из Кёльна. Свой первый гол в Бундеслиге Харагути забил 14 марта 2015 года в матче против «Шальке 04», который завершился со счетом 2:2.
В январе 2018 года Харагути был отдан в аренду в дюссельдорфскую «Фортуну» до конца сезона

## Карьера в сборной
В составе сборной Японии до 19 лет Харагути участвовал в азиатском отборе на Чемпионат мира до 19 лет. 7 октября 2011 года Харагути дебютировал в основной сборной Японии в товарищеском матче против сборной Вьетнама.
В декабре 2018 года был включён в заявку на Кубок Азии 2019. 13 января во втором матче группового этапа против Омана отличился голом с пенальти на 28 минуте игры (1:0). В матче полуфинала против Ирана Гэнки забил третий мяч своей сборной на второй добавленной минуте к матчу (3:0). Япония стала финалистом турнира.